# Madeleine Dissoubray
 (avril 2025).
Madeleine Dissoubray, née le 25 novembre 1917 à Sainte-Marguerite-lès-Aumale, Seine-Inférieure (aujourd'hui Morienne, Seine-Maritime) et morte le 17 janvier 2012 à Montreuil-sous-Bois (Seine-Saint-Denis), est une militante communiste, résistante et déportée française. Elle est l'épouse du député communiste Louis Odru.

## Biographie

### Débuts comme institutrice
Fille d'un ingénieur agronome, Madeleine suit des études à l’École normale d'institutrice de Rouen en 1934. Elle exerce son métier d'institutrice dans plusieurs établissements. En 1937, elle enseigne au cours complémentaire à Aumale puis au Petit-Quevilly de 1939 à 1940 et enfin au collège technique de Sotteville-lès-Rouen (1940-1941). Elle entre à l'Institut national d'orientation professionnelle en octobre 1949, exerce au Centre d'information et d'orientation (CIO) d'Aulnay-sous-Bois et termine sa carrière en 1977 comme directrice du CIO de Montreuil-sous-Bois.

### Famille
Son frère, René Dissoubray, né le 28 mars 1920, instituteur également, est lieutenant dans la Résistance. Arrêté et emprisonné en 1942, il survit à la déportation dans les camps de concentration nazis. Il sera trésorier de l'Association nationale des anciens combattants et amis de la résistances. En 2006, il est promu au grade de chevalier dans l'ordre de la Légion d'honneur.
Sa sœur, Yvonne Dissoubray, née le 15 août 1909, professeur, est aussi une militante communiste et résistante : elle est notamment responsable de l'Union des femmes françaises dans les Côtes-du-Nord puis inter-régionale en 1943-1944. Elle sera conseillère municipale de Rouen de 1953 à 1959.
En 1948, Madeleine épouse Louis Odru (1918-2004), un instituteur communiste, avec qui elle aura deux enfants, Annick et Pierre. Annick Odru deviendra vétérinaire, diplômée de l'école nationale de vétérinaires d'Alfort avec une spécialisation en ophtalmologie vétérinaire. Pierre Odru étudiera à l'école centrale de Lyon, devenant ensuite ingénieur de recherche principal à l'IFPEN pendant 35 ans puis responsable de programme à l'Agence nationale de la recherche à partir de 2010.

## La vie pendant la guerre

### Engagement politique et Résistance
En 1940, elle adhère au Parti communiste clandestin de Rouen avec sa sœur et son frère.
Elle devient membre de la direction des groupes de rue, puis de l'Organisation spéciale de la région rouennaise et elle entre dans la clandestinité en novembre 1941 sous le nom de Marcelle Duteurtre, pseudonyme « Jacqueline », participant aux premières activités de sabotage de la Résistance. Elle côtoie alors le philosophe Valentin Feldman, qu'elle initie aux rudiments de l'action directe, lors de plusieurs opérations clandestines.

### Incarcération et déportation
Elle est arrêtée le 20 février 1942 par la Brigade spéciale puis livrée à la Gestapo qui l'emprisonne pendant 6 mois dans la division des otages à la prison de la Santé,. Elle est ensuite envoyée au fort de Romainville en août 1942. Elle est déportée à Auschwitz-Birkenau le 24 janvier 1943 avec le convoi des 31 000, où son groupe de femmes résistantes entre dans le camp en chantant La Marseillaise. Elle est transférée au camp de Ravensbrück fin août 1944, puis pour finir, en janvier 1945, au camp de Mauthausen.
Elle est libérée par la Croix rouge internationale. Elle fut nommée « déportée résistante » et homologué comme sous-lieutenant FFI.

## L'après-guerre
Après sa Libération, Madeleine revient à Rouen mais ne reprend pas son poste d'institutrice. Elle entre au bureau de la fédération communiste en 1946 et est rédactrice de l'hebdomadaire communiste « L'Avenir normand ». D'abord membre du bureau départemental de l'Union des femmes françaises, elle devient membre du bureau national de l'UFF en 1947..
Après son mariage en 1948, Madeleine Odru milite dans les commissions de l'enseignement locale, fédérale et nationale du Parti communiste français et fait partie de la revue L’école et la Nation. Elle appartient aussi au Syndicat national de l'enseignement technique, puis, après la fusion, au SNES. Critique à l'égard des options adoptées par la direction du PCF, elle rejoint le mouvement des Reconstructeurs à la fin des années 1980. Par la suite, elle continue à voter pour les candidats communistes et à défendre la presse communiste.
Madeleine Odru, née Dissoubray, s'éteint le 17 janvier 2012 à Montreuil-sous-Bois.

## Décorations
- Chevalier de la Légion d'honneur (2006)[6]
- Croix de guerre 1939–1945
- Médaille de la Résistance française avec rosette (décret du 29 novembre 1946)[12]